# Парламентские выборы в Сальвадоре (1968)
Парламентские выборы в Сальвадоре проходили 10 марта 1968 года. В результате Национальная коалиционная партия, получила большинство голосов и 27 из 52 мест Законодательного собрания. Явка составила 36,6%.

## Результаты
| Партия                              | Голоса  | %    | Места | +/-   |
| ----------------------------------- | ------- | ---- | ----- | ----- |
| Национальная коалиционная партия    | 212 661 | 47,7 | 27    | -4    |
| Христианско-демократическая партия  | 193 248 | 43,3 | 19    | +4    |
| Сальвадорская народная партия       | 22 748  | 5,1  | 4     | +3    |
| Национальное революционное движение | 17 449  | 3,9  | 2     | новая |
| Недействительных/пустых бюллетеней  | 45 931  | -    | -     | -     |
| Всего                               | 492 037 | 100  | 52    | 0     |
| Источник: Nohlen                    |         |      |       |       |